# Надеш (комуна)
Надеш (рум. Nadeș) — комуна у повіті Муреш в Румунії. До складу комуни входять такі села (дані про населення за 2002 рік):
- Мегеруш (148 осіб)
- Надеш (1228 осіб) — адміністративний центр комуни
- Піпя (99 осіб)
- Цигмандру (931 особа)

Комуна розташована на відстані 234 км на північний захід від Бухареста, 28 км на південний схід від Тиргу-Муреша, 100 км на південний схід від Клуж-Напоки, 100 км на північний захід від Брашова.

## Населення
За даними перепису населення 2002 року у комуні проживали 2406 осіб.
Національний склад населення комуни:
| Національність | Кількість осіб | Відсоток |
| -------------- | -------------- | -------- |
| румуни         | 1416           | 58,9%    |
| угорці         | 573            | 23,8%    |
| цигани         | 374            | 15,5%    |
| німці          | 43             | 1,8%     |

Рідною мовою назвали:
| Мова      | Кількість осіб | Відсоток |
| --------- | -------------- | -------- |
| румунська | 1562           | 64,9%    |
| угорська  | 582            | 24,2%    |
| циганська | 224            | 9,3%     |
| німецька  | 38             | 1,6%     |

Склад населення комуни за віросповіданням:
| Релігія                                       | Кількість осіб | Відсоток |
| --------------------------------------------- | -------------- | -------- |
| православні                                   | 1865           | 77,5%    |
| унітарії                                      | 235            | 9,8%     |
| римо-католики                                 | 125            | 5,2%     |
| реформати                                     | 57             | 2,4%     |
| адвентисти                                    | 50             | 2,1%     |
| лютерани (Синодально-пресвітеріанська церква) | 30             | 1,2%     |
| п'ятдесятники                                 | 17             | 0,7%     |
| греко-католики                                | 14             | 0,6%     |
| лютерани (Аугсбурзького сповідання)           | 7              | 0,3%     |
| лютерани                                      | 3              | 0,1%     |
| не вказали релігію                            | 2              | 0,1%     |